# Aéroport de Biloela
L'aéroport de Biloela est un aéroport situé dans le Queensland, en Australie.